# Move (album Taemina)
MOVE – drugi solowy album studyjny Taemina, wydany 16 października 2017 roku przez SM Entertainment i dystrybuowany przez KT Music. Płytę promował singel „MOVE”. Album sprzedał się w liczbie 115 286 egzemplarzy w Korei Południowej (stan na grudzień 2017 r.).
10 grudnia 2017 roku album ukazał się ponownie pod tytułem Move-ing, zawierał dodatkowo cztery utwory, w tym główny singel „Day and Night” (kor. 낮과 밤 (Day and Night)). Repackage album sprzedał się w liczbie 48 378 egzemplarzy w Korei Południowej (stan na grudzień 2017 r.).

## Lista utworów

### MOVE
| Nr | Tytuł                                                      | Słowa             | Kompozycja                                                                          | Aranżacja                                                       | Czas |
| -- | ---------------------------------------------------------- | ----------------- | ----------------------------------------------------------------------------------- | --------------------------------------------------------------- | ---- |
| 1. | "MOVE"                                                     | Seo Ji-eum        | Curtis A. Richardson, Adien Lewis, Angelique Cinelu                                 | Curtis A. Richardson, Adien Lewis, Angelique Cinelu             | 3:31 |
| 2. | "Love"                                                     | Lee Seu-ran       | Shin Hyuk, Jeff Lewis, Mrey, Royal Dive, Luket                                      | Shin Hyuk, Mrey, Royal Dive                                     | 3:49 |
| 3. | "Crazy 4 U"                                                | Hwang Yoo-bin     | JinXJin, Deez, Justin Phillip Stein, Che Jamal Pope                                 | JinXJin, Deez, Justin Phillip Stein, Che Jamal Pope             | 3:35 |
| 4. | "Heart Stop" (feat. Seulgi z Red Velvet)                   | JQ, Kim Jin, Mola | Jamil 'Digi' Chammas, Leven Kali, Ylva Dimberg, MZMC                                | Jamil 'Digi' Chammas                                            | 2:55 |
| 5. | "Rise" (kor. 이카루스 Ikaruseu)                            | Kim In-hyeong     | Matthew Tishler, Felicia Barton, Aaron Benward                                      | Matthew Tishler                                                 | 3:31 |
| 6. | "Thirsty"                                                  | Min Yeon-jae      | Joseph 'Joe Millionaire' Foster, Deez, Ylva Dimberg, MZMC, Otha 'Vakseen' Davis III | Joseph 'Joe Millionaire' Foster, Deez                           | 3:26 |
| 7. | "Stone Heart" (kor. 미로 (Stone Heart) Miro (Stone Heart)) | Lee Seu-ran       | Engeline, Fredrik Haggstam, Sebastian Lundberg, Johan Gustafson                     | Engeline, Fredrik Haggstam, Sebastian Lundberg, Johan Gustafson | 3:26 |
| 8. | "Back To You"                                              | Seo Ji-eum        | Mike Woods, Kevin White, Andrew Bazzi, MZMC                                         | Rice n' Peas                                                    | 3:37 |
| 9. | "Flame of Love" (Korean ver.) (bonus track)                | Cho Yoon-kyung    | Yuka Otsuki, Kanata Okajima, Andreas Oberg                                          | Yuka Otsuki, Kanata Okajima, Andreas Oberg                      | 3:51 |

### MOVE-ing
| Nr  | Tytuł                                                                    | Słowa                    | Kompozycja                                                                          | Aranżacja                                                       | Czas |
| --- | ------------------------------------------------------------------------ | ------------------------ | ----------------------------------------------------------------------------------- | --------------------------------------------------------------- | ---- |
| 1.  | "Day and Night" (kor. 낮과 밤 (Day and Night) Najgwa bam Day and Night)  | Taemin                   | Hwang Hyun (MonoTree), Taemin                                                       | Hwang Hyun (MonoTree)                                           | 3:13 |
| 2.  | "MOVE"                                                                   | Seo Ji-eum               | Curtis A. Richardson, Adien Lewis, Angelique Cinelu                                 | Curtis A. Richardson, Adien Lewis, Angelique Cinelu             | 3:31 |
| 3.  | "Love"                                                                   | Lee Seu-ran              | Shin Hyuk, Jeff Lewis, Mrey, Royal Dive, Luket                                      | Shin Hyuk, Mrey, Royal Dive                                     | 3:49 |
| 4.  | "Snow Flower" (kor. 눈꽃 (Snow Flower) Nunkkoch (Snow Flower))           | Jung Joon-il             | Jung Joon-il                                                                        | Kwon Young-chan                                                 | 4:34 |
| 5.  | "Crazy 4 U"                                                              | Hwang Yoo-bin            | JinXJin, Deez, Justin Phillip Stein, Che Jamal Pope                                 | JinXJin, Deez, Justin Phillip Stein, Che Jamal Pope             | 3:35 |
| 6.  | "Heart Stop" (feat. Seulgi z Red Velvet)                                 | JQ, Kim Jin, Mola        | Jamil 'Digi' Chammas, Leven Kali, Ylva Dimberg, MZMC                                | Jamil 'Digi' Chammas                                            | 2:55 |
| 7.  | "Rise" (kor. 이카루스 Ikaruseu)                                          | Kim In-hyeong            | Matthew Tishler, Felicia Barton, Aaron Benward                                      | Matthew Tishler                                                 | 3:31 |
| 8.  | "I'm Crying" (Korean ver.)                                               | Jo Yoon-kyung            | Yumiko Okada, Grace Tones, Hide Nakamura, Kevin Charge                              | Choo Dae-kwan (MonoTree)                                        | 5:43 |
| 9.  | "Thirsty"                                                                | Min Yeon-jae             | Joseph 'Joe Millionaire' Foster, Deez, Ylva Dimberg, MZMC, Otha 'Vakseen' Davis III | Joseph 'Joe Millionaire' Foster, Deez                           | 3:26 |
| 10. | "Stone Heart" (kor. 미로 (Stone Heart) Miro (Stone Heart))               | Lee Seu-ran              | Engeline, Fredrik Haggstam, Sebastian Lundberg, Johan Gustafson                     | Engeline, Fredrik Haggstam, Sebastian Lundberg, Johan Gustafson | 3:26 |
| 11. | "Back To You"                                                            | Seo Ji-eum               | Mike Woods, Kevin White, Andrew Bazzi, MZMC                                         | Rice n' Peas                                                    | 3:37 |
| 12. | "Hypnosis" (kor. 최면 (Hypnosis) Choimyeon (Hypnosis)) (Rearranged Ver.) | Lee Ji-eun, Kim Tae-sung | Kim Yong-shin, Kim Tae-sung, 220                                                    | 13                                                              | 5:36 |
| 11. | "Flame of Love" (Korean ver.) (bonus track)                              | Cho Yoon-kyung           | Yuka Otsuki, Kanata Okajima, Andreas Oberg                                          | Yuka Otsuki, Kanata Okajima, Andreas Oberg                      | 3:51 |

## Notowania

### MOVE
| Lista                    | Pozycja |
| ------------------------ | ------- |
| Gaon Weekly Album Chart  | 2       |
| Gaon Monthly Album Chart | 6       |
| Gaon Yearly Album Chart  | 29      |
| Billboard World Albums   | 3       |
| Five Music (Tajwan)      | 7       |